# Los escarabajos vuelan al atardecer
Los escarabajos vuelan al atardecer (en sueco: Tordyveln flyger i skymningen) es una novela juvenil de la escritora Maria Gripe, publicada en Suecia en 1978 y basada en una pieza de radioteatro de la autora y el director cinematográfico Kay Pollak. Después de su publicación ha tenido numerosísimas ediciones, tanto en su idioma original como en otras lenguas: solo en castellano supera las 40. En España apareció en 1983 en la editorial SM y figura en la lista de libros recomendados para su lectura en la enseñanza secundaria de ese país (Cataluña, grado de dificultad 1) y de otros (por ejemplo, Chile 1º Medio).

## Síntesis
Cuando David Stendfält y Annika y Jonás Berglund acceden a cuidar las plantas de la quinta Selander durante el verano, descubren que allí ocurre algo extraño. Empiezan a investigar sobre aquella casa y se dan cuenta de la existencia de una planta especial, la Selandrina egypcia, cuyas  hojas se orientan hacia las escaleras de la casa en lugar de hacia la luz, que es lo que suelen hacer las plantas, así es que deciden subir. También, al sonar el teléfono y a pesar de haber sido advertidos de no contestar, respondieron, conociendo a Julia Jason Andelius, la dueña de la casa.
Arriba descubren El cuarto de verano, en el que encuentran un estuche de cartas escritas por Andreas Wiik, discípulo de Linneo, en el siglo XVIII, dirigidas a Emilie Selander. Interesados por aquellas cartas, los chicos empiezan a leerlas y descubren que Andreas trajo de una de sus expediciones a Egipto esa planta especial y la bautizó en honor a su gran amor, Emilie. Además comienzan a indagar acerca de la desaparición de una estatua egipcia hace 3000 años.